# Fredsuniversitetet
Fredsuniversitetet, förkortat UPEACE (av det engelska namnet University for Peace; Universidad para la Paz är det spanska namnet), grundades i Costa Rica 1980, "för att förse mänskligheten med en internationell institution för högre utbildning för fred med målet att främja förståelse, tolerans, mänskliga rättigheter och fredlig samvaro bland alla människor."
För närvarande har man 124 studenter från 37 olika länder, vilket gör universitetet till ett av världens mest mångfacetterade i förhållande till dess storlek. Universitetet är den enda institutionen i FN-familjen som har examensrätt på master- och doktorsnivå. Engelska används som huvudspråk trots att stora delar av personalen talar spanska och stora delar av universitetets bibliotek inte finns tillgängligt på engelska.